# باريناميكا
باريناميكا هي منظمة غير ربحية مقرها في بنغالور في الهند. وينصب اهتمامها الرئيسي على تشجيع زيادة الوعي بالحق في الحصول على المعلومات بين المواطنين الهنود. تعمل باريناميكا مع منظمة غير ربحية أخرى تقع في كلكتا بأنفوساراسي في الهند على تنظيم حملة لتقديم التماس لإدخال فصل عن قانون الحق في الحصول على المعلومات لعام 2005 في المنهج الدراسي بالمدارس الثانوية. كما تهدف أيضًا إلى مشاركة المزيد من الشباب في الحكومة. وتقيم منظمة باريناميكا أيضًا مؤتمرات على الصعيد الوطني، حيث يتحدث المتحدثون البارزون في مختلف الموضوعات المعاصرة المتصلة بالقانون. وقد دخلت المنظمة في اتفاقيات مع العديد من المؤسسات التعليمية في ولاية كارناتاكا، بما في ذلك معاهد التعليم العالي من أجل إدخال برنامج الحق في الحصول على المعلومات في المناهج الدراسية.